# Bauhinia cupulata
Bauhinia cupulata är en ärtväxtart som beskrevs av George Bentham. Bauhinia cupulata ingår i släktet Bauhinia och familjen ärtväxter.

## Underarter
Arten delas in i följande underarter:
- B. c. cupulata
- B. c. longifolia